# Calle President (línea de la Avenida Nostrand)
La calle President (también conocida como President-Medgar Evers College) es una estación en la Línea de la Avenida Nostrand del metro de Nueva York. Localizada en la intersección de la calle Presidente y la Avenida Nostrand en Brooklyn, y funciona por los trenes 2 (todo el tiempo), y por los trenes 5 (horas pico).
Esta es una estación muy profunda con dos vías y una plataforma central. Un viejo letrero cerca de la escalera dice, "No dejar sombrillas/paraguas o canes cerca de la escalera"

## Conexiones de buses
- B44 al sur de Brooklyn College, Midwood y Sheepshead Bay; norte de Bedford-Stuyvesant y Williamsburg